# Mileszki
Mileszki – dawniej podłódzka wieś, obecnie peryferyjne osiedle Łodzi.

## Historia
Historia Mileszek sięga na długo wcześniej niż powstała Łódź. Pierwotny układ osadniczy – wieś owalnica; do dziś można ujrzeć jego relikt, podłużny, owalny plac pomiędzy ulicami Pomorską i sąsiednią, równoległą do Pomorskiej na odcinku między Iglastą a Frezjową. Pośrodku placu znajduje się staw typowy dla owalnic oraz centralne zabudowania.
Od 1867 w gminie Nowosolna. W okresie międzywojennym należały do powiatu łódzkiego w woj. łódzkim. W 1921 roku wieś Mileszki (Włościańskie) liczyła 232 mieszkańców, a kolonia Mileszki Dworskie – 186 mieszkańców. 1 września 1933 utworzono gromadę (sołectwo) Mileszki w granicach gminy Nowosolna, składającą się z samej wsi Mileszki Włościanskie (Mileszki Dworskie i Poduchowne weszły w skład gromady Popielarnia).
Podczas II wojny światowej włączone do III Rzeszy. Po wojnie Mileszki powróciły do powiatu łódzkiego w woj. łódzkim jako jedna z 7 gromad gminy Nowosolna. W związku z reorganizacją administracji wiejskiej jesienią 1954, Mileszki weszły w skład nowej gromady Nowosolna. W 1971 roku ludność wsi wynosiła 643.
Od 1 stycznia 1973 ponownie w gminie Nowosolna w powiecie łódzkim. W latach 1975–1987 miejscowość należała administracyjnie do województwa łódzkiego.
1 stycznia 1988 Mileszki (487,31 ha) włączono do Łodzi.

## Zabytki
Na obszarze dawnej wsi Mileszki ocalały elementy architektury wiejskiej. Do gminnej ewidencji zabytków Miasta Łodzi wpisane zostały obiekty:
- układ ruralistyczny wsi Mileszki,
- kościół pw. św. Doroty i św. Jana Chrzciciela (spalony w 2015 r.)

Pierwszy kościół w Mileszkach powstał prawdopodobnie w 1048 roku. W 1200 roku stworzono mapę Księstwa Mazowieckiego, na której zaznaczono miejscowość Mileszki z kościołem parafialnym. Z tyłu kościoła umieszczono pamiątkowy kamień z trzema krzyżami i wypisaną datą 1766. Według liber beneficiorum prymasa Łaskiego do parafii należały wsie: Mileszki, Więczeń Górny i Dolny, Bedów, Wiskitno, Stokowska Wola, Stoki, Mieczykowa Wola i Chojno.
Kościół spłonął 31 sierpnia 2015 nad ranem.
- cmentarz parafialny św. Doroty (ul. Frezjowa)

- plebania (pastorówka) (ul. Pomorska 447)

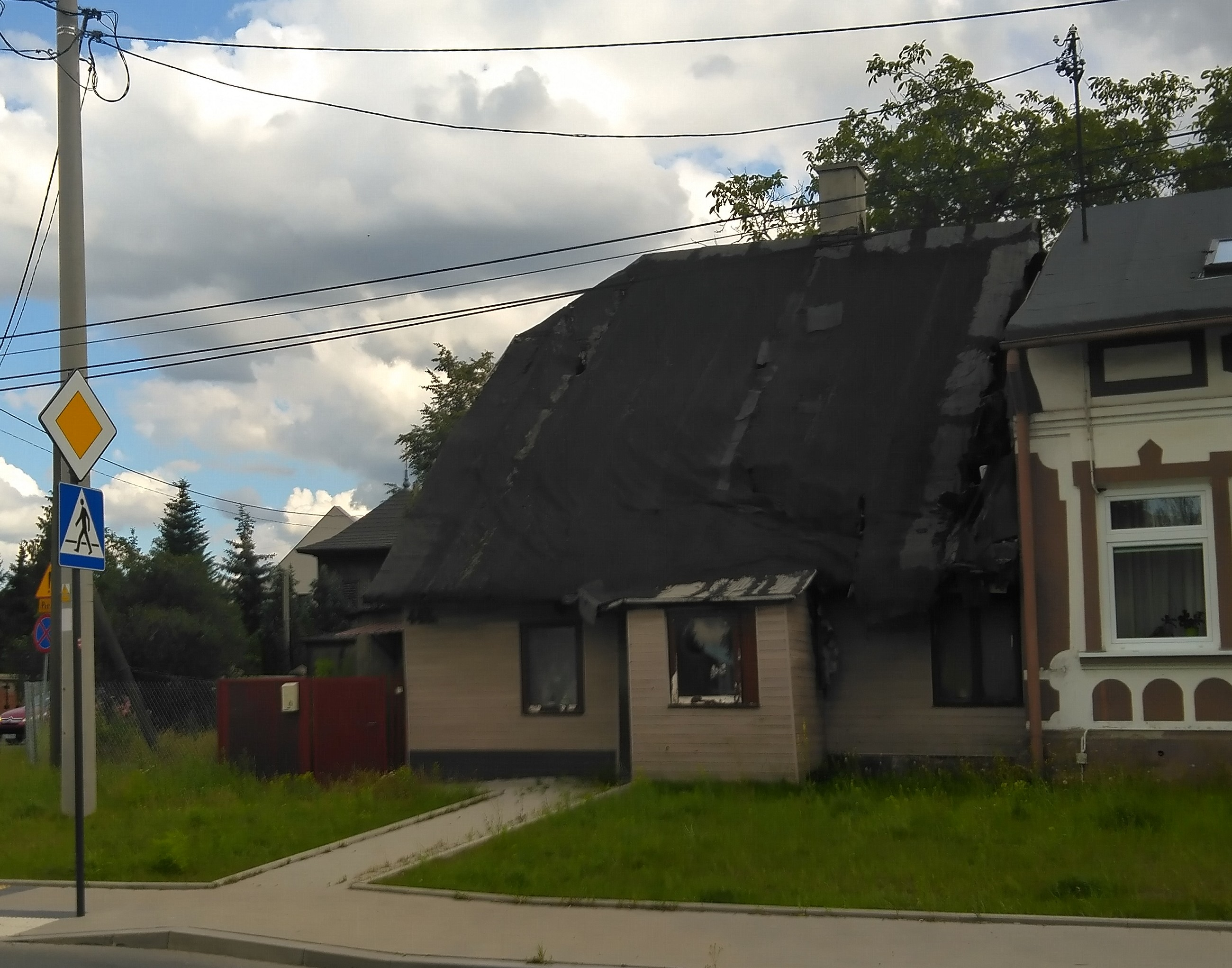
Dawna karczma w Mileszkach.

- karczma (ul. Pomorska 443a)